# Psoraleeae

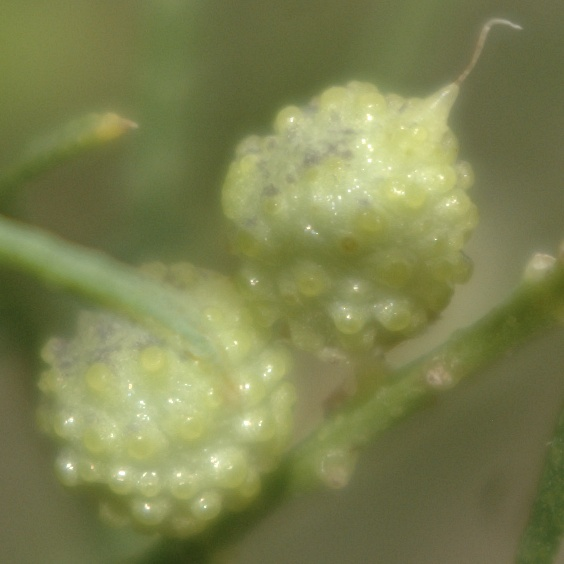
Plody dětelníku Psoralea lanceolata

Psoraleeae je tribus (seskupení rodů) podčeledi Faboideae čeledi bobovité vyšších dvouděložných rostlin. Zahrnuje téměř 200 druhů v 10 rodech a je rozšířen v jižní Evropě, Asii, Americe i Austrálii. Zástupci tohoto tribu jsou většinou dřeviny s motýlovitými květy a jednosemennými nepukavými lusky. V jižní Evropě je hojně rozšířena bituminárie modrá.

## Popis
Zástupci tribu Psoraleeae jsou menší stromy, keře a polokeře, výjimečně i vytrvalé byliny. Listy jsou zpeřené, jednoduché nebo redukované na šupiny, střídavě až dvouřadě uspořádané, celokrajné nebo na okraji zoubkaté. Palisty jsou přirostlé k řapíku, objímavé, volné nebo srostlé, palístky nejsou přítomny. Květenství jsou klasovitá, hroznovitá nebo hlávkovitá, květy jsou nahloučené po 1 až 6 v uzlinách květenství. Kalich je zvonkovitý, s horními laloky částečně srostlými. Koruna je motýlovitá, pavéza je lehce nehetnatá a většinou bez přívěsků. Tyčinek je 10 a jsou dvoubratré, s jednou tyčinkou od báze volnou nebo srostlou s ostatními 9. Semeník obsahuje jediné vajíčko a nese zakřivenou čnělku. Plodem je jednosemenný, nepukavý lusk.

## Rozšíření
Tribus Psoraleeae zahrnuje 9 nebo 10 rodů a asi 188 druhů. Největší rody jsou Otholobium (61 druhů), dětelník (Psoralea, asi 50 druhů), a Cullen (34 druhů). Většina rodů (celkem 5) je rozšířena v oblasti Severní Ameriky a Mexika. V Africe (zejména jižní) je tribus zastoupen 3 rody, Otholobium, Psoralea, Cullen. Rod Cullen má centrum výskytu v Austrálii, areál rozšíření však zahrnuje i jižní a severovýchodní Afriku, Středomoří a jižní a jihovýchodní Asii.
V Evropě je tribus zastoupen 2 druhy: bituminárie modrá (Bituminaria bituminosa) a Cullen americanum. Oba tyto druhy jsou v rámci Evropy rozšířeny pouze ve Středomoří a do České republiky nezasahují.

## Zástupci
- bituminárie (Bituminaria)
- dětelník (Psoralea)

## Význam
Dětelníky (Psoralea) jsou pěstovány jako okrasné rostliny.
Kořeny Pediomelum esculentum, byliny rostoucí planě v Severní Americe, jsou jedlé. Některé druhy různých rodů tohoto tribu mají medicínské využití.

## Přehled rodů
Bituminaria, Cullen, Hoita, Ladeania, Orbexilum, Otholobium, Pediomelum, Psoralea, Psoralidium, Rupertia